# Yasmina Reza
Yasmina Reza (Paris, 1 de maio de 1959) é uma roteirista, escritora e atriz francesa. 

## Biografia
Yasmina foi quem escreveu a famosa peça Deus da Carnificina, que em 2012 foi lançado como um filme do diretor Roman Polanski, após uma adaptação do roteiro. O filme Deus da Carnificina tem no elenco Jodie Foster, Kate Winslet, Christoph Waltz e John C. Reilly.

## Obras
- 1987 - Conversations après un enterrement, teatro
- 1990 - La Traversée de l'hiver, teatro
- 1994 - « Art », teatro
- 1995 - L'Homme du hasard, teatro
- 1997 - Hammerklavier, ensaio
- 1999 - Une désolation, ensaio
- 2001 - Trois versions de la vie, teatro
- 2002 - Adam Haberberg, romance
- 2003 - Adam Haberberg, ensaio
- 2004 - Une pièce espagnole, teatro
- 2005 - Nulle part, ensaio
- 2005 - Dans la luge d'Arthur Schopenhauer, ensaio
- 2006 - Le Dieu du carnage, teatro
- 2007 - L'Aube le Soir ou la Nuit, ensaio
- 2011 - Comment vous racontez la partie, romance
- 2013 - Heureux les heureux, romance
- 2015 - Bella Figura, teatro
- 2016 - Babylone, romance